# (2370) van Altena
(2370) van Altena (1965 LA) – planetoida z grupy pasa głównego asteroid okrążająca Słońce w ciągu 4,48 lat w średniej odległości 2,71 au. Odkryta 10 czerwca 1965 roku.